# 松岡町 (茨城県)
松岡町（まつおかまち）は、茨城県多賀郡にかつて存在した町である。

## 地理
- 現在の高萩市の東部に位置する。
- 太平洋に面している
- 町内は関根川が流れる。

## 歴史
町名はかつて存在した松岡郷・松岡藩に由来する。

### 町域の変遷
- 1889年（明治22年）4月1日 - 町村制施行により、高戸村・上手綱村・下手綱村・赤浜村が合併し多賀郡松岡村が発足。
- 1928年（昭和3年）4月17日 - 松岡村は町制施行し松岡町となる。
- 1954年（昭和29年）11月23日 - 松岡町は高萩町・高岡村・黒前村の一部（福平）・櫛形村の一部（友部の一部）が合併し高萩市が発足。松岡町は消滅。

変遷表
| 1868年 以前 | 1868年 以前 | 明治22年 4月1日 | 昭和3年 4月17日 | 昭和29年 11月23日 | 現在   |
| ----------- | ----------- | --------------- | --------------- | ----------------- | ------ |
|             | 高戸村      | 松岡村          | 町制            | 高萩市            | 高萩市 |
|             | 上手綱村    | 松岡村          | 町制            | 高萩市            | 高萩市 |
|             | 下手綱村    | 松岡村          | 町制            | 高萩市            | 高萩市 |
|             | 赤浜村      | 松岡村          | 町制            | 高萩市            | 高萩市 |

## 大字
- 高戸（たかど）
- 上手綱（かみてづな）
- 下手綱（しもてづな）
- 赤浜（あかはま）

## 人口・世帯

### 人口
総数 [単位： 人]
| 1891年（明治22年） | 3,157 |
| 1920年（大正 9年） | 9,254 |
| 1935年（昭和10年） | 5,103 |
| 1950年（昭和25年） | 6,739 |

### 世帯
総数 [単位： 世帯]
| 1920年（大正 9年） | 2,258 |
| 1935年（昭和10年） | 1,102 |
| 1950年（昭和25年） | 1,341 |

## 交通

### 道路
- 一級国道
  - 国道6号（陸前浜街道）